# كارلوس رودريغيز (لاعب دارت)
كارلوس رودريغيز (بالإسبانية: Carlos José Rodríguez Sequera)‏ هو لاعب دارت إسباني، ولد في 28 يناير 1979 في ساباديل في إسبانيا.

## وصلات خارجية
- كارلوس رودريغيز على موقع DartsDatabase.co.uk (الإنجليزية)